# Hans-Joachim Vergau
Hans-Joachim Vergau (* 3. Januar 1935 in Liegnitz, Regierungsbezirk Liegnitz, Provinz Niederschlesien; † 27. November 2021 in Berlin) war ein deutscher Diplomat und Rechtswissenschaftler.

## Werdegang
Nach dem Abitur 1954 am Friedrich-Wilhelm-Gymnasium (Trier) studierte Vergau Rechtswissenschaften und Volkswirtschaft an der Universität Bonn und an der Fletcher School of Law and Diplomacy in Harvard. Nach dem juristischen Staatsexamen am OLG Mainz wurde der Magister Artium und 1964 in den Auswärtigen Dienst des Auswärtigen Amtes in Bonn aufgenommen. 1964 bis 1965 war er Vizekonsul in Boston (USA) und 1967 bis 1970 Legationsrat in Budapest. 1970 bis 1973 war er als persönlicher Referent des Staatssekretärs im Auswärtigen Amt tätig. Von 1974 bis 1976 war er deutscher Botschafter in Obervolta, 1976 bis 1980 Delegierter der UNO und von 1981 bis 1985 für die Afrikapolitik im Auswärtigen Amt zuständig. Von 1995 bis 2000 wirkte er als deutscher Botschafter in der Türkei. Weitere Stationen im diplomatischen Dienst führten ihn als Gesandter nach New York, Paris und Afghanistan.
Ab 2000 war er Lehrbeauftragter für Völkerrecht an der Freien Universität Berlin und an der Universität Potsdam. 1970 wurde er zum Doktor der Rechte an der Universität Wien promoviert. 2007 wurde Vergau per Beschluss des Akademischen Senats der Freien Universität Berlin zum Professor für Öffentliches Recht und Völkerrecht ernannt.
Vergau war katholisch. verheiratet mit Gesa Vergau, geborene Altenburg, und hatte zwei Töchter (Jutta und Christine).

## Ehrungen
- 1986: Verdienstkreuz am Bande der Bundesrepublik Deutschland
- 1997: Großes Verdienstkreuz der Bundesrepublik Deutschland